# Ford Popular
El Ford Popular va ser un automòbil fabricat per Ford a Regne Unit entre 1953 i 1962. Quan va ser llançat, era el cotxe britànic més barat de l'època. Popular va ser usat per Ford també per al model Y Type dels anys 30. Posteriorment va ser usat per fer els models bàsics Escort i Fiesta.